# Монети Західного Причорномор'я
Монети у Західному Причорномор'ї карбувалися джучидами в період Великої зам'ятні у 1360—1375 роках на монетних дворах Шехр-аль-Махрусі, Шерх-Абді, «Костешть». Під час правління наставника від беклярбека Мамая джучида Абдулах-хана, карбувалися срібні данги та мідні пули. Також в цей період виготовлялися мідні фуллари у генуезькій колонії у Подунав'ї — Лікостомо.

## Історія
Див. також Монети Ногайського улусу
У другій половині XIII ст. беклярбеком Улусу Джучі Ногаєм на Нижньодунайських землях було засновано Ногайський улус зі столицею у місті Сакча. Після смерті Ногая землі улусу потрапити під управління джучидів, а у другому десятилітті XIV ст. були доєднані до Кримського улусу. Влітку 1359 року, після вбивства хана Бердібека та внаслідок початку Великої зам'ятні, Золота Орда була розділена на декілька частин де над ґурґенами (ханська знать) став опікуватися беклярбек Мамай. Оскільки Мамай був нащадком Чингісхана, він не мав права на ханський престол, тому був змушений ставити ханів-маріонеток, які вели свій рід від Джучі. 1361 року, під час боротьби чингізидів за трон Орди, Мамай створює свої кочові ставки у Нижньодніпровських та Подунайських регіонах. 
Історики схиляються до думки, що карбування монет центрального уряду, змінилися монетами регіонального випуску. Більшість монет карбувалися без імені правлячого хана. Це пов'язано з тим, що карбування на прикордонних регіонах свідчило про політичний хаос на заході Улус Джучі. Таким чином модернізація монет в золотоординських містах на території Бессарабії слугувала своєрідним відображенням політичного устрою того часу.

## Монетний двір у Шехр-аль-Махрусі
Див. також Монети Нижньої Наддніпрянщини та Подінців'я
Давнє поселення Старий Орхей розміщувалося на березі річки Реути та було захищене від нападу ворогів з трьох сторін скелями. В 1241—1242 році, під час хвилі монгольських завоювань, місто, яке на той час входило до складу Галицько-Волинського князівства, було поруйноване монголами. В 30-х роках XIV ст., на місці зруйнованого поселення, джучидами було засноване місто Янгі-Шехр (також Шехр-аль-Махруса (укр. Богозбережене місто). В ті часи існувало і інше поселення з назвою Шехр. Поблизу острова Хортиці (Запорізька область, Україна) було розташоване поселення з подібною назвою, яке арабські мандрівники називали як Шехр-аль-Джедід (з тюрк. — Нове місто). 1369 року монголи були вигнаними із Пруто-Дністровського межиріччя, а Янгі-Шерх отримало назву Орхей (рум. Orheiul, дослівно укріплення, фортеця). Нині на місці поселення залишилось городище Янгі-Шехр, яке розміщене за 56 км від Кишиньова, (Молдова).

### Данги

Карбування у Шехр-аль-Махрусі. Данг 1369 року, Абдулах

Данги з позначенням монетного двору Янгі-Шехр-аль-Махруса (араб. المحرو سه ینگی‌ شهر‎) карбувалися у 1363—1369 роках за часів Абдулах-хана (1362—1370) — висуванця від беклярбека Мамая. На аверсі позначення місця карбування. На реверсі ім'я хана та рік виготовлення. Існують також різновиди із зображенням з боків чи знизу віньєток. Вага — 1,18-1,38 гр.

## Монетний двір у Шехр-Абді
Див. також Монети Криму
У середні віки одним із найважливіших прибутків Золотої Орди була работоргівля. Порти Генуезької Газарії, зокрема Кефа, були головними центрами торгівлі рабами звідки купувалися раби на невільні ринки Європи, Азії та Африки. Мореплавець іспанського походження Педро Тафур, який подорожував з 1436 по 1439 роки морськими країнами Європи, Азії та Африки, описував в своїй книзі «Пригоди та подорожі» работоргівлю в Кефі: «В цьому місті продають рабів та рабинь більше, ніж будь-де в світі. Я придбав собі двох жінок-рабинь та одного раба-чоловіка, які й сьогодні мені прислуговують в Кордові...». В період правління наставника від беклярбека Мамая Абдулаха, карбувалися срібні данги з позначенням монетного двору Шерх-Абд (укр. Місто рабів). Припускається, що це поселення знаходилось неподалік міста Шерх-аль-Махрусі, куди з Кефи перевозилися раби для подальшого транспортування їх до Європи. 1368 року кількість рабів у Венеції та Генуї досягнула такого рівня, що населення стала побоювалося їхнього бунту

### Данги

Карбування у Шерх-Абді, данг, Абдулах

За визначенням дослідників тип дангів з позначенням монетного двору Шерх-Абд (араб. عبد شهر) належить до часів правління Абдулах-хана. На аверсі, в розмішеному горизонтально овалі, надпис арабською «Абд», над овалом надпис «Шерх». Під ним надпис «Карбування». На реверсі в колі «вузол щастя», праворуч надпис та над малим колом крапки.

## Монетний двір у «Костешть-Ґирля»
На території міста Костешть (Яловенський район, Молдова) знаходиться городище золотоординського періоду Костешть-Ґирля, на території якого в 1363—1380 роках знаходилося поселення. Золотоординська назва міста невідома. Площа городища 4 км², культурний шар якого досягає 50-60 см, що свідчить про короткий період існування поселення. Згідно знахідок археологів в поселенні було добре розвинуте ремесло та торгівля. На території городища знайдений фундамент кам'яної будівлі площею 600 м² та залишки водогінних керамічних труб і печі для обпалення кераміки. Знайдені в поселенні деякі провінційні особливості свідчить про невелике містечко. В порівнянні з Ак-Керманом Костешть було віддаленим містом від караванних шляхів. Знайдені монети дослідники віднесли до місцевого карбування — цей тип монет за межами Бессарабії у знахідках невідомий

### Пули

Карбування в «Костешті», пул, бл. 1360

На території городища Костешть-Ґирля у скарбах знаходили монети карбовані в Солхаті, Сарай-Берке, Янгі-Шерхі періоду 1360—1370 років. Ці знахідки монет дали можливість з'ясувати період карбування у місті Костешть. Розшифрування знаків і арабського письма на монетах поки що залишається спірним. На аверсі мідних монет зображений трискеліон, внизу якого незрозуміле слово. На реверсі в колі незрозумілий надпис у 2 рядки. Вага — 0,8 гр. Існує також і другий тип «костештських» монет, на яких на обох сторонах фактично нечитабельні надписи, на реверсі серед надписів, тамга Бату. Дослідники схиляються до думки, що обидва типи були викарбувані місцевим володарем, який наслідував монети джучидів під час їхнього перебування в поселенні.

## Генуезькі колонії Подунав'я

### Лікостомо
У 1359 році на території сучасних міст Енісала та Кілія-Веке з'явилася генуезька колонія — Лікостомо. Очільником колонії був генуезький консул. На території комуни були знайдені монети — мідні фоллари. На території Одеської області у місті Кілія збереглися оборонні рови, але сама фортеця не збереглася, оскільки на думку істориків, будувалася із необпаленої глини. Припускається, що в ті часи Кілія-Веке та Кілія були об'єднаним містом. Через Лікостомо в Середземномор'я генуезькі купці експортували мед, віск, коней, сіль, хліб, хутро, зерно, рибу. Крім італійців на той час жили на території колонії вірмени, греки, татари, євреї, адиги та інші народи. 1389 року володар Волощини Мірча-чел-Бетрин завоював порт Лікостомо і ввесь регіон гирла Кілії. Міста увійшли до складу Молдовського князівства.

#### Фоллари

Карбування у генуезькій колонії Кілії (Чіллі), фоллар

В 1942 році вперше у місті Енісала (повіт Тулча, комуна Сарікіой), на руїнах середньовічної фортеці Румунської Добруджі, були знайдені мідні монети, які за визначенням дослідників були віднесені до карбування Лікостомо. Пізніше були знайдені подібні монети і поблизу румунської комуни Кілія-Веке. На аверсі монет зображений хрест з розширеними кінцями, на реверсі в чотирикутній рамці двозуба тамга із загнутими кінцями вгорі. Над чотирикутником подібна двонога тамга із загнутими кінцями. Існують також різновиди з колами на верхніх кутах чотирикутника. Монети карбувалися в період 1360—1373 роки.